# František Cvetler (přírodovědec)
František Robert Czwetler, od r. 1932 Cvetler (26. listopadu 1883 Švihov – 1. listopadu 1956 Znojmo) byl český přírodovědec, středoškolský profesor v Prostějově a Znojmě a ředitel gymnázia ve Velkém Meziříčí.

## Život
Narodil se jako syn Františka Czwetlera (1845–1925), c. k. poručíka z Vysokého Mýta, veterána prusko-rakouské války, posléze přednosty železničních stanic ve Vroutku, Podbořanech, Švihově a nakonec prvního přednosty železniční stanice v Jindřichově Hradci (1887–1907), a Marie roz. Eisenkolbové (1858–1925), měšťanské dcery z Kryr. Po studiu na c. k. vyšším gymnasiu v Jindřichově Hradci absolvoval v letech 1901–1906 Filosofickou fakultu c. k. Karlo-Ferdinandovy university v Praze a získal středoškolskou učitelskou způsobilost v přírodopise, matematice a fyzice. Pracovní příležitost jej záhy přivedla na Moravu, kde v letech 1906–1929 působil jako profesor na Zemské vyšší škole reálné v Prostějově. Z manželství s Aloisií rozenou Šebkovou (1889–1979) se narodili dcera Aloisie provd. Kacetlová (1909–1998) a synové František (1910–1914) a Ivo (1922–2006).
Byl výraznou osobností prostějovského Přírodovědeckého klubu, publikoval na stránkách jeho věstníku a ve výročních zprávách školy (O palistech 1910, Prof. Rudolf Wolf 1928). Přednášel v prostějovské Sokolovně, v Dělnickém domě, v Učitelském spolku, v Besedě a v mnoha obcích regionu s tématy jako Z říše rostlin, O zvířeně hlubin mořských, Něco z theorie descendenční a o darwinismu, Z dějin kultury révy vinné, O letu ptačím, O vlivu zevních podmínek na stavbu zvířat, O letu zvířat ptáky nevyjímaje, Ledová doba, Stěhování ptactva aj.
Mimo osvětu v oboru přírodopisu se František Czwetler věnoval organizaci prostějovského sportu. V roce 1911 inicioval založení Sportovního klubu Prostějov, v němž pak působil jako nadšený náčelník odboru fotbalového. Po první světové válce se roku 1919 stal dokonce nakrátko předsedou obnoveného Sportovního klubu Prostějov, o rok později byl vyznamenán čestným členstvím v klubu.
V roce 1929 se František Cvetler s rodinou přestěhoval do Velkého Meziříčí, kde získal post v pořadí třetího ředitele na zdejším zemském reformním reálném gymnasiu. I zde se brzy těšil velké oblibě za vzorné vedení školy a vřelý vztah k studentstvu a celé městské obci. Za druhé světové války se však brzy stal pro své pevné lidské zásady nepohodlným a byl z moci úřední v létě 1940 předčasně penzionován.
Po skončení války se dlouho marně pokoušel o návrat do školní služby. Teprve v září 1946 sehnal na dva roky profesorský post na gymnáziu ve Znojmě. Buržoazní původ jej ale po únorovém puči 1948 připravil nejen o práci, ale i o byt. Podzim života nakonec s manželkou dožil na znojemské faře u sv. Mikuláše, kde jej laskavě přijal P. Josef Rudolecký, se kterým jej pojilo přátelství nejen z místního šachového klubu. Je pohřben na znojemském hřbitově.